# DRE Crypt
 (juillet 2011).
Si vous disposez d'ouvrages ou d'articles de référence ou si vous connaissez des sites web de qualité traitant du thème abordé ici, merci de compléter l'article en donnant les références utiles à sa vérifiabilité et en les liant à la section « Notes et références ».
 (mai 2024).
DRE Crypt est un système d’accès conditionnel dans le domaine de la télédiffusion de télévision numérique. Il permet de limiter l'accès de certaines chaînes, programmes ou services à un ou plusieurs abonnés ou usagers.[Quand ?]

## Description
Le contrôle d’accès conditionnel DRE Crypt comprend un chiffreur principal et un déchiffreur d'abonné. Un chiffreur principal est branché à un système de multiplexage et de chiffrement des flots pour la gestion du processus de blocage des télé-programmes et des données, d’introduction de l’information complémentaire et de gestion des abonnés.

### Livraison type
Un système installé sur les serveurs industriels comprend le logiciel de licence nécessaire.
- Serveurs : Hewlett-Packard HP ProLiant DL120 G5
- Routeurs : Cisco 851 series
- Logiciel : Microsoft Windows Server 2008 (Version russe, Microsoft SQL Server 2008 Version russe)

### Caractéristiques de base
- Diffusion : satellitaire, par câble, analogique
- Standards de diffusion : DVB-S2, DVB-S, DVB-C, DVB-T, DVB-T2
- Standards de chiffrement du signal vidéo : MPEG2-SD, MPEG2-HD, MPEG4-SD, MPEG4-HD
- Nombre d’abonnés : 1-100 000 000 (jusqu’à un cent millions d’abonnés)
- Nombre de classe d’abonnement : 1-256
- Nombre de services codés : non limité
- Période de la change des clés opérationnels : 1 – 6039 minutes
- Algorithme de chiffrement : CSA (Common Scrambling Algorithm)
- Soutien du régime DVB SimulCrypt : oui
- Registration DVB : oui (0x4AE0-0x4AE1)
- Interface de gestion : WEB
- Interface de branchement à l’équipement de l’opérateur : Fast Ethernet 100 BaseT
- Possibilité d’envoyer par l’opérateur des messages textuels individuels et de groupe aux abonnés
- Modules complémentaires élargissant les possibilités de l’opérateur
- Variantes de l’équipement déchiffreur d’abonné : Set-Top-Box (STB) + smart-card, DRE CI-module + smart-card.